# بابنهاوزن (بایرن)
بابنهاوزن (به آلمانی: Babenhausen) یک منطقهٔ مسکونی در آلمان است که در اونترالگوی واقع شده‌است.

## خواهرخوانده
شهر Argentré خواهرخواندهٔ بابنهاوزن (بایرن) هست.